# 愛知県道336号蘭鍛埜線
愛知県道336号蘭鍛埜線（あいちけんどう336ごう あららぎかじのせん）は、愛知県豊田市から愛知県岡崎市に至る一般県道である。

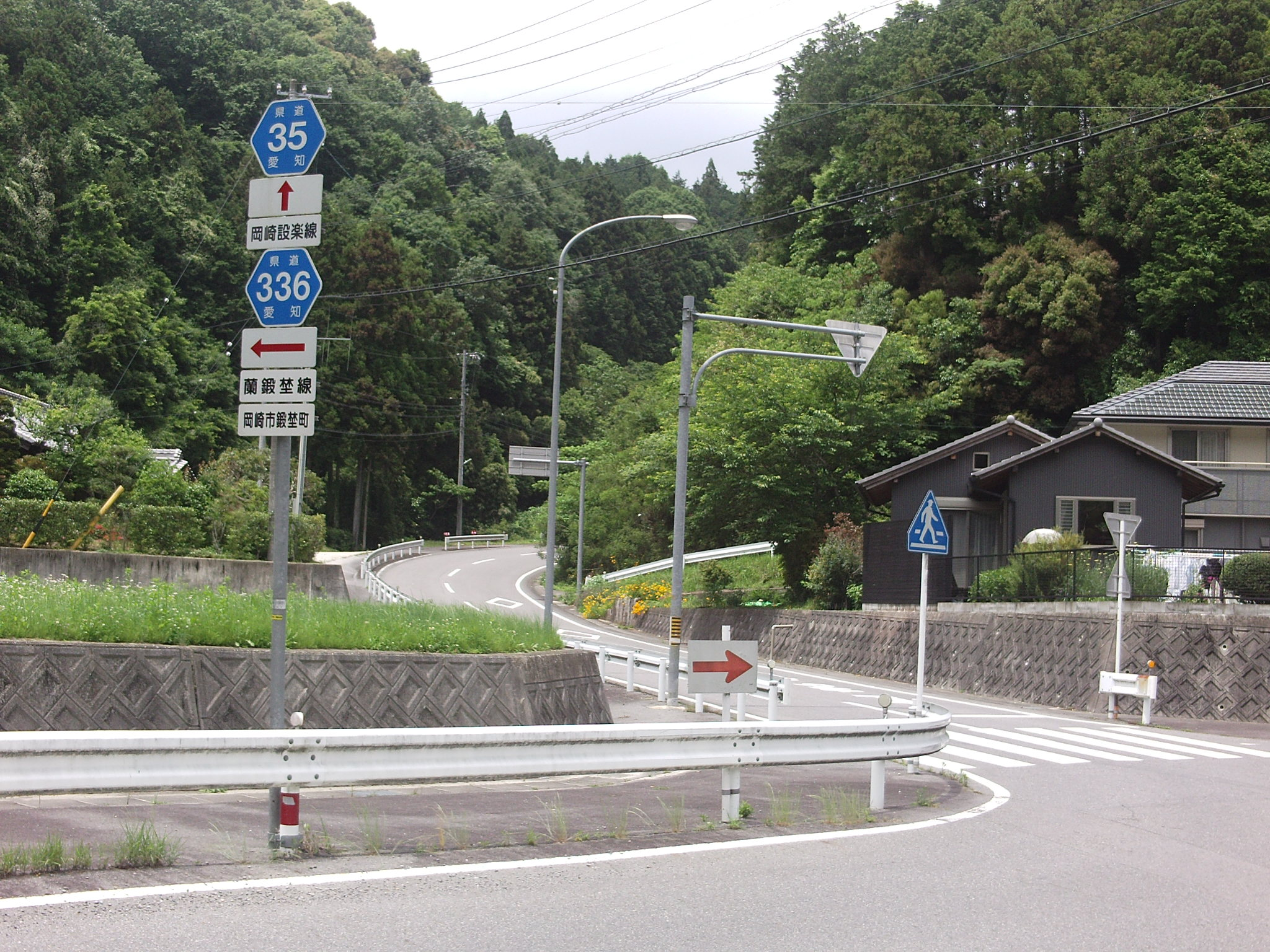
終点･鍛埜町の土（ど）。須佐之男神社の近く。作手街道に接する。

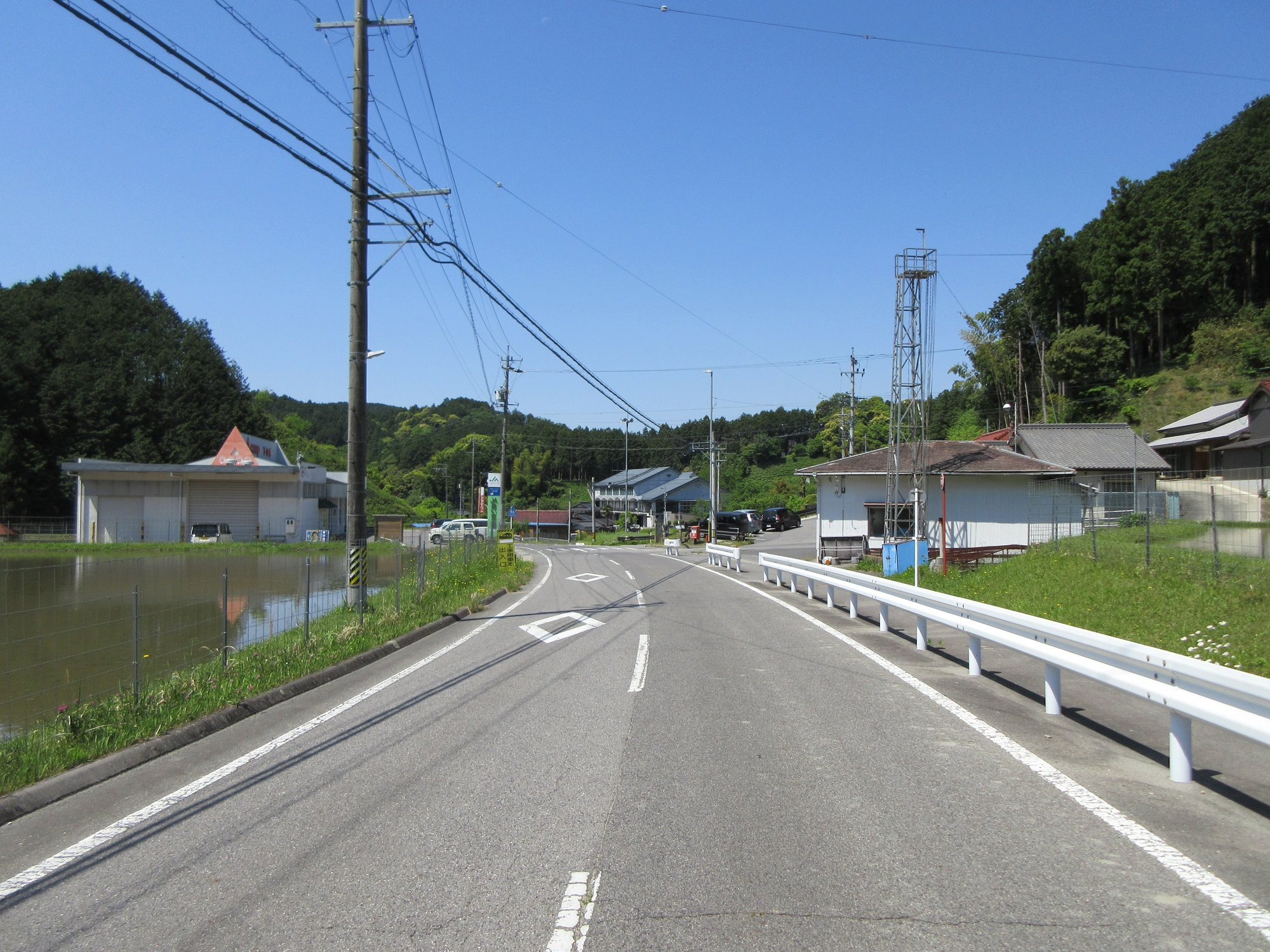
JAあいち三河形埜支店下山店（道路左）、りんぽ館（道路右）

## 概要
豊田市の旧東加茂郡下山村域南部から岡崎市の旧額田町域北部に至る道路である。
途中、1956年（昭和31年）9月30まで額田郡下山村であった地区を通る。
そのため、岡崎市保久（ほっきゅう）町内の沿線には名称に「下山」の付いた施設が存在する。

### 路線データ
- 起点：愛知県豊田市蘭町（国道301号交点）
- 終点：愛知県岡崎市鍛埜町（愛知県道35号岡崎設楽線交点）
- 全長：約8.7km

## 沿革
- 1959年12月15日 一般県道東蘭鍛埜線として認定
- 2007年4月1日 一般県道蘭鍛埜線に改称

## 通過する自治体
- 愛知県
  - 豊田市
  - 岡崎市

## 接続する道路
- 国道301号（豊田市蘭町）
- 愛知県道331号一色小久田線（岡崎市保久町地内で重複）
- 作手街道：愛知県道35号岡崎設楽線（岡崎市鍛埜町）

## 周辺
- 岡崎市立下山小学校
- JAあいち三河形埜支店下山店
- 柴田酒造場
- 須佐之男神社
- 白山神社
- 実相院